# Nartkala
Nartkala (en russe : Нарткала) est une ville de la république de Kabardino-Balkarie, en Russie, et le centre administratif du raïon Ourvanski. Sa population s'élevait à 30 634 habitants en 2020.

## Géographie
Nartkala est située dans le Caucase du Nord, entre les rivières Ourvan et Tcherek, dans le bassin du Terek. Elle se trouve à 22 km au nord-est de Naltchik et à 1 429 km au sud-sud-est de Moscou.

## Histoire
Nartkala naît en 1913 : c'est d'abord un village autour de la gare ferroviaire de Dokchoukino (en russe : Докшукино), sur la ligne en construction Naltchik – Maïski, mise en service en 1914. Dokchoukino se développe à partir des années 1930 comme centre de transformation des produits agricoles. Le village accède au statut de commune urbaine en 1938, puis de ville en 1955. En 1967, Dokchoukino est renommée Nartkala, qui désigne la « forteresse de Narten » en langue turque/karatchaï-balkar.

## Population

### Démographie
Recensements ou estimations de la population
| 1939* | 1959*  | 1970*  | 1979*  | 1989*  | 2002*  | 2010*  | 2012   |
| ----- | ------ | ------ | ------ | ------ | ------ | ------ | ------ |
| 5 368 | 13 119 | 18 958 | 23 419 | 28 171 | 33 775 | 31 694 | 31 325 |

| 2013   | 2014   | 2015   | 2016   | 2017   | 2018   | 2019   | 2020   |
| ------ | ------ | ------ | ------ | ------ | ------ | ------ | ------ |
| 31 037 | 30 500 | 30 476 | 30 497 | 30 643 | 30 704 | 30 832 | 30 634 |

### Nationalités
Au recensement de 2002, la population de Terek se composait de  :
- 55,4 % de Kabardes
- 31,5 % de Russes
- 3,2 % de Turcs
- 2,0 % d'Ossètes
- 1,7 % d'Ukrainiens
- 1,0 % de Coréens